# Mike Pope
Mike Pope es un virtuoso bajista y contrabajista estadounidense de jazz y jazz fusion.

## Biografía
Nacido en una familia de fuerte tradición musical (los padres y los hermanos de Pope son también músicos), Mike Pope comenzó a tocar el piano en cuanto pudo alcanzar las teclas. Aunque sus progenitores eran amantes del jazz, oían, sobre todo, música clásica, mientras que los hermanos del joven Pope lo introdujeron al mundo del rock y del pop mostrándole discos de Pat Boone, Kiss, Emerson Lake and Palmer, Rush, Jeff Beck o The Beatles. Pocos años más tarde Pope se interesaba por las grabaciones de las figuras del jazz fusion de finales de los 70, como eran Return to Forever, Pat Metheny, Weather Report, o The Brecker Brothers.
Desde joven, el mismo Pope afirma haber sentido una inclinación por las líneas de bajo que ejecutaba siempre al piano como contrapunto de la armonía que su mano derecha iba delineando. Fueron sus padres quienes sugirieron a Pope que quizá debería considerar dedicarse al bajo eléctrico, comprándole al joven Mike (quien por aquel entonces contaba con 11 años) su primer bajo, una copia de Gibson. Pope comenzó sus clases con Jeff Halse, a quien reconoce como una de las más importantes influencias en su desarrollo como músico. Jeff expuso a Pope a las grabaciones de grandes músicos de jazz, como Ron Carter, Ray Brown, John Coltrane o Charlie Parker (Pope ya conocía a Jaco Pastorius y Stanley Clarke) animándolo al mismo tiempo a adoptar el contrabajo y a estudiar jazz.
Con 16 años descubrió a John Patitucci y quedó fascinado por su forma de tocar el bajo de 6 cuerdas, un instrumento aún relativamente extraño a mediados de los 80. Pope recibió un par de lecciones de Patitucci, con quien le une una sólida amistad y quien presentó el joven bajista a Chick Corea, quien no dudó en ficharlo para algunas de las ediciones de su Elektrik Band.
Pope pasó algunos años tocando con diversos músicos de la escena local antes de trasladarse a la Universidad de Texas del Norte, donde establecería contacto con numerosos músicos, incluyendo al fallecido Michael Brecker, que acabó convenciendo al músico para que se trasladara a Nueva York. En la capital del jazz, Mike Pope no tardaría en hacerse un nombre entre las más grandes figuras del planeta gracias a su enorme habilidad con el instrumento en las jams.
En 1997 conoce a Vinny Fodera, un prestigioso luthier para quien Pope comienza a diseñar el previo que los modelos de serie llevaría, hacia 1998 de serie. En 2005 se traslada con su familia y sus dos hijas a Maryland, donde continua acompañando a artistas tanto con el bajo eléctrico como en el contrabajo. Actualmente, además, posee Mike Pope Design empresa a través de la vende los preamplificadores que el mismo Pope diseña y fabrica y que, algunos modelos de la prestigiosa firma Fodera continúan montando de serie. Mike Pope sigue siendo una presencia frecuente en las mejores jams de Nueva York.

## Valoración y estilo
El tremendo talento como bajista de Michael Pope, tanto en el bajo eléctrico como en el contrabajo, junto con sus habilidades como compositor y arreglista quedan precisamente reflejados en sus dos proyectos en solitario hasta el momento, Walk Your Dogma (1997) y The Lay Of The Land (2002). Pope es, además, un respetado educador musical, y ha aparecido en diversos campus y festivales especializados como el Bass Day, al lado de titanes como Matthew Garrison, Dominique Di Piazza o Victor Wooten. Colaborador habitual de distintas revistas especializadas en el mundo del bajo eléctrico su artículo "Adventures In 6-String: By Mike Pope" publicado en el número de diciembre de 2008 de la revista Bass Player es un referente en la escasa bibliografía sobre Bajos de rango extendido y fue elegido por los lectores de la citada publicación como "Mejor artículo del año".

## Colaboraciones
Entre la lista de artistas con los que Mike Pope ha actuado o grabado podemos citar a Seamus Blake, Blood, Sweat, and Tears, Michael Brecker, Randy Brecker, Bill Bruford, Chick Corea, Al DiMeola, Gil Evans Orchestra, Spiros Exaras, Anton Fig, Carl Filipiak, Tim Garland, Larry Goldings, Billy Kilson, Klezmer Madness, Joe Locke, Chuck Loeb, Teo Macero, The Manhattan Transfer, Lou Marini, Eugene Maslov, Jason Miles, John Patitucci, Lenny Pickett, Christos Rafiledes, John Riley, The Roach Sisters, Dave Samuels, David Sanborn, Paul Schaffer, Mike Stern o Jeff Watts.

## Discografía

### En Solitario
- Lay Of the Land (2002)
- Walk Your Dogma (1996)

### Comosideman
- Joe Locke/Geoffery Keezer Quartet, "Live in Seattle", Origin Records.
- Joe Locke and Storytelling, "State of Soul". Scirocco Records.
- Chuck Loeb, "All There Is", Scheineke Records.
- Chuck Loeb, "In a Heartbeat", Scheineke Records.
- Jason Miles, "Celebrating the Music of Weather Report", Telarc Records.
- Bill Bruford, "Earthworks Underground", Summerfold UK.
- AA.VV, "Secret Ellington", True Life.
- Heather Bennett, "Reflections on Red", Apria Records.
- Steffan Karlsson, "Room 292", Justice Records.
- Dino Govoni, "In the Library", Whaling City Sound.
- Steve Smith, "History of the US Beat", DCI Video.